# Kronprinzessin Akishino

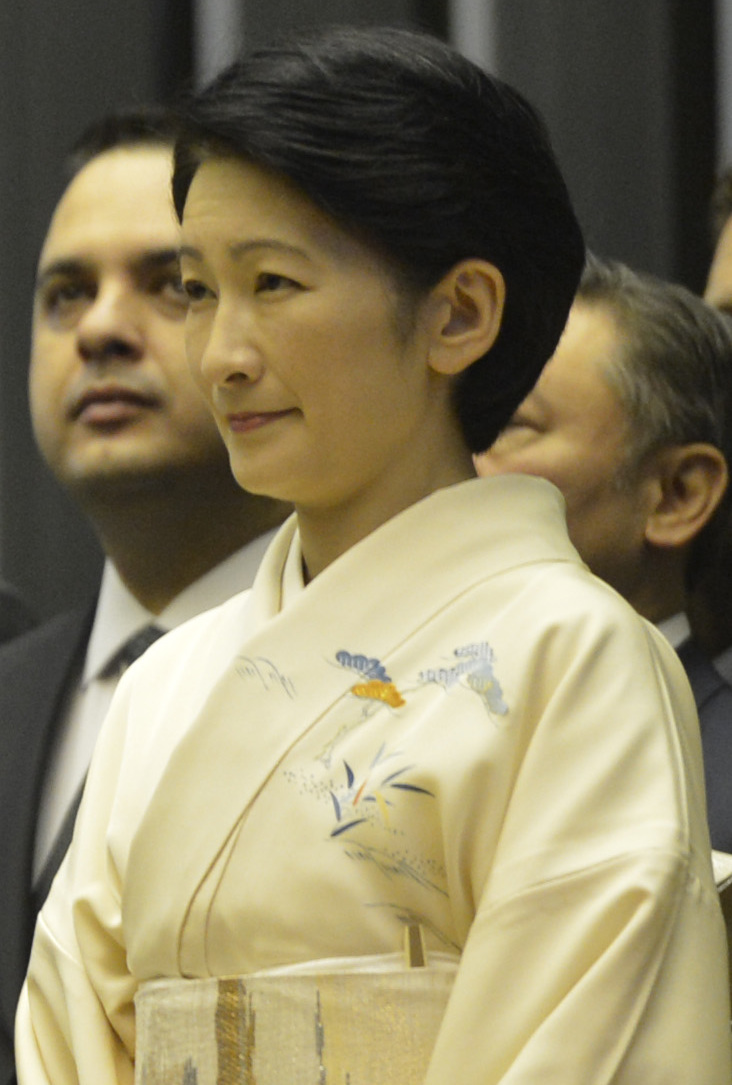
Kronprinzessin Kiko (2015)

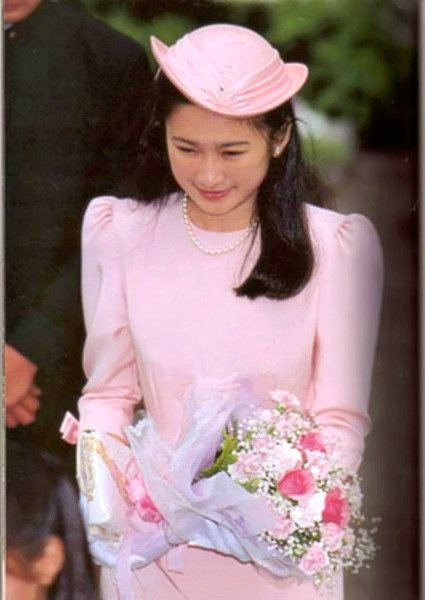
Prinzessin Kiko an ihrem Hochzeitstag am 29. Juni 1990

Standarte der Kronprinzessin

Kronprinzessin Kiko von Akishino (jap. amtlich: 文仁親王妃紀子, Fumihito-shinnōhi Kiko bzw. üblicherweise: 秋篠宮妃紀子, Akishino-no-miya-hi Kiko; * 11. September 1966 als Kiko Kawashima (川島 紀子, Kawashima Kiko)) ist als Ehefrau von Kronprinz Akishino von Japan Mitglied des japanischen Kaiserhauses.

## Leben
Kawashima Kiko wurde in der Präfektur Shizuoka geboren. Sie ist die einzige Tochter von Kawashima Tatsuhiko, Professor an der Gakushūin-Universität, und Kawashima Kazuko. Sie wuchs in den Vereinigten Staaten von Amerika auf, wo ihr Vater an der University of Pennsylvania lehrte. Die Volksschule besuchte sie in Wien, als ihr Vater dort arbeitete. Dadurch lernte sie fließend Englisch und Deutsch.
Sie studierte und schloss ihr Studium an der psychologischen Fakultät der Gakushūin-Universität 1989 ab. Sie studierte dann weiter an der Gakushūin auf ein Doktorat und schloss den ersten Teil des Studiums 1995 ab.
Im Laufe des Studiums lernte sie Prinz Fumihito kennen, den jüngeren Bruder von Kronprinz Naruhito von Japan. Sie heirateten am 29. Juni 1990 im Kaiserpalast Tokio. Vor der Hochzeit erteilte das kaiserliche Hofamt dem Prinzen die Erlaubnis, eine neue Seitenlinie der kaiserlichen Familie zu gründen. Der Tennō verlieh seinem zweiten Sohn den Titel Akishino-no-miya (秋篠宮), aus Prinz Fumihito wurde der jetzige Prinz Akishino. Durch Heirat wurde seine Frau Kiko offiziell Prinzessin Kiko.
Am 7. Februar 2006 teilte das kaiserliche Hofamt mit, dass Prinzessin Kiko überraschenderweise erneut schwanger sei und das Kind im Herbst erwarte. Am 6. September brachte sie einen Sohn zur Welt, für das japanische Kaiserhaus die erste Geburt eines Jungen seit mehr als vierzig Jahren. Der Junge, der den Namen Hisahito erhielt, ist dem Gesetz nach Zweiter in der Thronfolge nach seinem Vater.
Nach der Thronbesteigung Kaiser Naruhitos am 1. Mai 2019 wurde ihr Gatte Erster in der Thronfolge und in einer Zeremonie am 8. November 2020 zum Kronprinzen proklamiert, was sie zur Kronprinzessin machte.
Kawashima Kiko ist Mutter von drei Kindern:
- Mako (眞子内親王, Mako-naishinnō; * 23. Oktober 1991)
- Kako (佳子内親王, Kako-naishinnō; * 29. Dezember 1994)
- Hisahito (悠仁親王, Hisahito-shinnō; * 6. September 2006)

## Ehren
- Großkreuz des Ordens der Edlen Krone (Japan)[3]
- Großkreuz des Kronenordens (Belgien)[4]
- Großkreuz des Militär- und Zivildienst-Ordens Adolphs von Nassau (Luxemburg)
- Großkreuz des Kronenordens (Niederlande)[5]
- Großkreuz des Orden El Sol del Perú (Peru)[6]
- Damen-Großkreuz des Orden de Isabel la Católica (Spanien)[7]
- Kommandeur mit Großkreuz des Nordstern-Ordens (Schweden)

## Ämter
- Reservemitglied des Rats des Kaiserhauses
- Schirmherrin der Japan Anti-Tuberculosis Association
- Präsidentin der Imperial Gift Foundation Boshi-Aiiku-kai
- Ehrenpatronin der Society for the Protection of the Cultural Heritage of Daishoji Imperial Convent
- Ehrenvizepräsidentin des japanischen Roten Kreuzes
- Honorary Research Fellow der Japan Society for the Promotion of Science
- Honorarforschungsstipendiat des Instituts für Bildung und menschliche Entwicklung der Ochanomizu-Universität